# Fürchte dich nicht
Pour un article plus général, voir Motets de Johann Sebastian Bach.

Fürchte dich nicht (Ne crains rien), BWV 228, est un motet de Jean-Sébastien Bach composé à Leipzig probablement en 1726.
On pense que ce motet a été composé pour un service à la mémoire de Susanna Sophia Winkler, la veuve d'un riche notable et capitaine de Leipzig. Le texte est issu du livre d'Isaïe (Es 41,10 et Es 43,1) et d'un cantique de Paul Gerhardt, et le thème général du motet est le réconfort du chrétien qui écoute Dieu le réconforter (Ne crains rien) et lui exprime sa fidélité (Je suis à toi).
Le motet est - comme la plupart des motets de Bach - un double chœur à quatre voix, sans accompagnement instrumental spécifique. Son choral est remarquable par son traitement en fantaisie chorale à quatre voix, où le texte de Gerhardt et la mélodie chorale - représentant le point de vue du chrétien - est chanté en cantus firmus par les soprano, s'unissant amoureusement avec la parole de Dieu chantée par les autres voix par un fugato, dans un style rappelant la musique pour orgue de Bach.

## Histoire
Le manuscrit autographe de l’œuvre ayant été perdu, et la copie la plus ancienne retrouvée étant postérieure à la mort de Bach, on ne connait pas avec certitude les circonstances de la composition de ce motet. Il est généralement admis qu'il a été composé pour un service funèbre, célébré le 4 février 1726 à la mémoire de Susanna Sophia Winckler, veuve de Christoph Georg Winckler, riche marchand et capitaine de Leipzig. On sait qu'à cette occasion, le sermon prononcé par Salomon Deyling (en), super-intendant des églises de Leipzig, était fondé sur le livre d'Isaïe comme le texte de ce motet.
John Eliot Gardiner pense plutôt, pour des raisons stylistiques, qu'il s'agit d'un des tout premiers motets de Bach, composé pendant sa période de Weimar, entre 1708 et 1717. Wolfgang Schmieder estime sa date de composition entre 1723 et 1734.

## L’œuvre
Le motet est structuré en deux parties principales, bien différenciées sur le plan stylistique.

### Premier mouvement
La première partie, pour deux chœurs à quatre voix, est fondé sur le verset Es 41,10 du livre d'Isaïe qui exprime la parole de Dieu. Les paroles sont fortes : « Ne crains rien », « Je te fortifie », « Je te soutiens », et les deux chœurs sont employés en opposition, avec des effets de contraste et une polyphonie très dense, en faisant une partie vigoureuse et expressive,.

### Deuxième mouvement
La seconde partie utilise deux textes différents : le cantique Warum sollt ich mich denn grämen de Paul Gerhardt, qui exprime la confiance du chrétien envers son Dieu et son souhait ultime de le rejoindre (« Je suis à toi », « Laisse moi venir à toi »). Ce texte est chanté en cantus firmus par les soprano, tandis que les trois autres voix (les deux chœurs se sont alors réunis en un seul) chantent un autre verset du livre d'Isaïe Es 43,1, qui exprime à nouveau la parole de Dieu (« Ne crains rien », « Je t'ai appelé par ton nom », « Tu es à moi ») en une brillante double fugue chromatique.